# Coincya monensis subsp. orophila
Coincya monensis subsp. orophila é uma subespécie de planta com flor pertencente à família Brassicaceae. 
A autoridade científica da subespécie é (Franco) Aedo, Leadlay & Muñoz Garm., tendo sido publicada em Flora Iberica 4: 409. 1993.
Os seus nomes comuns são saramago-de-bico-recurvo ou saramago-de-fruto-não-articulado.

## Portugal
Trata-se de uma subespécie presente no território português, nomeadamente em Portugal Continental.
Em termos de naturalidade é nativa da região atrás indicada.

## Protecção
Não se encontra protegida por legislação portuguesa ou da Comunidade Europeia.